# Distrikt Ollachea
Der Distrikt Ollachea liegt in der Provinz Carabaya in der Region Puno in Südost-Peru. Der Distrikt wurde am 2. Mai 1854 gegründet. Er besitzt eine Fläche von 710 km². Beim Zensus 2017 wurden 6174 Einwohner gezählt. Im Jahr 1993 betrug die Einwohnerzahl 3583, im Jahr 2007 4919. Sitz der Distriktverwaltung ist die 2785 m hoch gelegene Kleinstadt Ollachea mit 2680 Einwohnern (Stand 2017). Ollachea befindet sich 30 km nordnordwestlich der Provinzhauptstadt Macusani. Die Transoceánica, eine Fernstraße von Cusco nach Brasilien, führt durch den Distrikt.

## Geographische Lage
Der Distrikt Ollachea befindet sich im Westen der Provinz Carabaya. Entlang der südwestlichen Distriktgrenze verlaufen die östlichen Ausläufer der Cordillera Vilcanota mit dem 5300 m hohen Chakiriyuq, im äußersten Südosten erhebt sich das vergletscherte Gebirgsmassiv des 5807 m hohen Nevado Allincapac. Der Río San Gabán (auch Río Macusani) durchquert den Ostteil des Distrikts in nördlicher Richtung. Gemeinsam mit seinem linken Nebenfluss Río Chiamayu entwässert er das Areal.
Der Distrikt Ollachea grenzt im Westen und im Nordwesten an die Distrikte Marcapata und Camanti (beide in der Provinz Quispicanchi), im Nordosten an den Distrikt San Gabán, im Osten an den Distrikt Ayapata, im Süden an den Distrikt Macusani sowie im Südwesten an den Distrikt Corani.

## Ortschaften
Im Distrikt gibt es neben dem Hauptort folgende größere Ortschaften:
- Chacaneque (312 Einwohner)
- Chia
- Quicho (969 Einwohner)